# Сивоволов Георгій Якович
Сивоволов Георгій Якович (рос. Сивоволов Георгий Яковлевич)  (1922 — 1995), станиця Каргинская, Верхньо-Донський округ, Донська область, нині — Боковський район, Ростовська область — письменник, краєзнавець.
Георгій Якович народився в сім'ї каргинского коваля Я. Я. Сивоволова. Закінчив Каргинскую школу, поступив у військове артилерійське училище. Учасник Німецько-радянської війни.
У 1920-ті роки брат Сивоволова Георгія Яковича, Олексій Якович спілкувався з Михайлом Олександровичем Шолоховим, коли той жив у станиці Каргинской. В сім'ї Сивоволовых обговорювалися долі земляків, що знайшли відображення у творах письменника. Через багато років Р. Я. Сивоволов, вийшовши на пенсію, зайнявся збором краєзнавчого матеріалу про дитинство і юність  Шолохова, про історію його родини, про прототипи героїв його творів. У своїй першій книзі Георгій Якович зазначав:
|  | Збирав я матеріал, як сумлінний краєзнавець, — багато років, прискіпливо і наполегливо... Свій пошук прототипів я почав з дослідження того оточення і того середовища, у якому жив письменник.... |

Працюючи над другою книгою, Георгій Якович Сивоволов ставив перед собою завдання:
|  | використовуючи перевагу земляка письменника, старожила станиці Каргинской, мав можливість особисто спілкуватися з багатьма людьми з безпосереднього оточення М. Шолохова і його сім'ї, поділитися з читачем зібраним матеріалом, який він не зможе почерпнути з інших джерел. |

Цю книгу Р. Я. Сивоволов присвятив пам'яті брата, Олексія Яковича Сивоволова.
Книги Георгія Яковича Сивоволова містять великий і достовірний матеріал, використовуваний краєзнавцями, письменниками, літературознавцями.